# سانتوس أبريل واي كاستيلو
سانتوس أبريل واي كاستيلو (بالإسبانية: Santos Abril y Castelló )‏ (و. 1935  م) هو دبلوماسي، وكاهن كاثوليكي إسباني.

## مناصب
تولى منصب رئيس الاساقفة
- سفير
- أسقف
- الكاردينال
- أسقف كاثوليكي.

## التعليم
تعلم في الأكاديمية الكنسية البابوية ‏، والجامعة الغريغورية الحبرية.

## جوائز
حصل على جوائز منها:
- وسام الصليب الأعظم من الفئة الأولى للخدمات الجليلة لجمهورية ألمانيا الاتحادية.